# نبوءات البهائية
تتضمن كتابات الأعضاء المؤسسين للدين البهائي تصريحات نبوية حول أحداث مستقبلية، يرى البهائيون أن بعضًا منها قد تحقق بالفعل. ووفقًا للعقيدة البهائية، وُجد عبر التاريخ أفراد يُعرفون بـ'مظاهر الله'، وهم من أسسوا الديانات العالمية الكبرى، وكانوا يتمتعون بقدرات خارقة للطبيعة، من بينها القدرة على النبوة. ويقدّم الكُتّاب البهائيون هذه النبوءات المُتحققة كدليل على صحة ادعاء بهاء الله بأنه مظهر إلهي
ومن أبرز التنبؤات البهائية للمستقبل هو العصر الذهبي القادم للبشرية، وظهور مظهر آخر من مظاهر الله في المستقبل. من بين التنبؤات التي يعتبرها البهائيون متحققة، يلخص بيتر سميث ما يلي: "سقوط العديد من قادة العالم؛ وخسارة الأراضي العثمانية؛ والثورة السياسية والحكم الشعبي في إيران؛ والمعاناة التي تكررت مرتين في ألمانيا؛ وما يُفسر على أنه إشارة إلى الطاقة النووية. كما تنبأ عبد البهاء باندلاع الحرب العالمية الأولى (التي نشأت عن صراع في البلقان)، وبصراع عالمي آخر في المستقبل؛ وصعود الشيوعية؛ والصراع العنصري في الولايات المتحدة."
يمكن العثور على معظم التصريحات البهائية التي تعتبر نبوءات في ألواح بهاء الله الموجهة إلى الملوك والحكام في العالم وفي كتاب الأقدس.

## ملحوظات
1. 1 2  Smith 2000، صفحة 278.
2. ↑  Smith 2000، صفحة 300.